# Bunuri mobile din domeniul carte veche și manuscris clasate în patrimoniul cultural național al României aflate în județul Cluj
Acestă listă conține bunurile mobile din domeniul carte veche și manuscris clasate în Patrimoniul cultural național al României aflate la momentul clasării în județul Cluj.

## Tezaur
| Foto | Informații generale | Detalii tehnice | Descriere | Deținător                                             | Legături |
| ---- | --- | --- | --- | ----------------------------------------------------- | -------- |
|      | Lexicon sive dictionarium Graecolatinum, dictionum, explicationum & allegationum copia uberrimum, omniaque quae alia habent & multo plura, complectens Autor: Hadrianus Junius [Adriaen de Jonge], autor | Datare: 1557 Școală: Hieronymus Curio, tipograf; Heinrich Petri, editor Dimensiuni: In 2° (34 x 21,5 cm) Material: Hârtie                                                                               | Lexicon sive dictionarium Graecolatinum, dictionum, explicationum & allegationum copia uberrimum, omniaque quae alia habent & multo plura, complectens. Nvnc Enim Denuo (praeter omnium editionum accessiones, quas omnes iam ad hoc opus contulimus) D. Hadriani Ivnii Hornani Philosophi & Medici praestantiss, industria recognitum, novoq[ue] ad aliquot vocum, cum interpretationibus suis, millia, auctario locupletatum, & absolutum est, ita ut Graecae linguae, quos appellant, Thesauros omnes facilè vincat. Cum Caesareae Maiestatis gratia & priuilegio. Basileae [colofon: Ex officina Hieronymi Cvrionis, Impensis Heinrichi Petri, Mense Martio Anno. MDLVII] | Biblioteca Județeană „Octavian Goga”, Cluj            | Cimec    |
|      | Ambrosii Calepini Dictionarium, in quo restituendo, atque exornando haec prastitimus. Autor: Ambrogio Calepino, autor; Paolo Manuzio, autor.                                                             | Datare: 1583 Școală: Aldo Manuzio cel Tânăr, editor; Domenico Nicolini da Sabbio, tipograf. Dimensiuni: In 2° (30 x 20 cm) Material: Hârtie                                                             | Ambrosii Calepini Dictionarium, in quo restituendo, atque exornando haec prastitimus. Primum, non solum illud curavimus, quod ab omnib. iam solet, ut adderemus quamplurima, sed etiam, quod nemo ad hanc diem fecit, ut multarum dictionum obscuram significationem aperiremus: deinde cum exempla, quaedam Calepinus adduxerit quae nunc in libris emendate impressis aliter leguntur, ea sustulimus, & aptiora reposuimus : praeterea, cum totum Dictionarium ex multiplici impressione redundaret erroribus, ad eos libros, qui citabantur, crebro recurrimus, veramq. lectionem, inde petiam, Calepino restituimus: postremò, in Graecis dictionibus malè affecta quamplurima sanavimus. Additamenta Pauli Manutij, tum ad intelligendam tum ad exornandam linguam latinam, quaedam etiam ad Romanarum rerum scientiam vtilissima. In hac postrema editione, vt hoc Dictionarium commodius exteris nationibus inseruire possit, singulis vocibus Latinis, Italicas, Gallicas, & Hispanicas interpretationes inseri curauimus. Cum privilegiis. Venetiis, M D LXXXIII [1583] [Colofon: Venetiis, M D LXXXIII. Apud Dominicum Nicolinum]. | Biblioteca Județeană „Octavian Goga”, Cluj            | Cimec    |
|      | Vocabulario volgare, et latino, non solamente di tutte le voci italiane ... Autor: Luc' Antonio Bevilacqua, autor.                                                                                       | Datare: 1583 Școală: Domenico Nicolini da Sabbio, tipograf. Dimensiuni: In 2° (30 x 20 cm) Material: Hârtie                                                                                             | Vocabulario volgare, et latino, non solamente di tutte le voci italiane: ma ancora de i nomi moderni & antichi delle prouincie, città, monti & fiumi di tutte le parti del Mondo, tratti da Plinio, Tolomeo, Strabone & altri buoni scrittori. Con infinite eleganze scielte da Cicerone poste nel significato del verbo, dal quale nascono. Vi sono anco i nomi de semplici, de pesci, e d'altre cose notabili, & degne da sapersi. Composto per Luc' Antonio Beuilacqua. Cum privilegiis. In Venetia, M D LXXXIII [1583] | Biblioteca Județeană „Octavian Goga”, Cluj            | Cimec    |
|      | Manuductio ad coelum Autor: Giovanni Bona, autor | Datare: 1703 Școală: Văduva lui Adreas Lengyel, tipograf Dimensiuni: In 16° (10 x 5,5 cm) Material: Hârtie                                                                                              | Manuductio ad coelum medullam continens Sanctorum Patrum & veterum Philosophorum. Auctore D. Joanne Bona. S. R. E. Tit. S. Bernardi ad thermas Presbytero Cardinali, Ordinis Cisterciensis. Juxta Exemplar Romae excusum. Claudiopoli, Ap. Vid: And. Lengyel. Anno 1703. | Biblioteca Județeană „Octavian Goga”, Cluj            | Cimec    |
|      | Alexandria Autor: Laszlo [Vasile] Pantor, copist | Datare: 1741 Școală: Vasile Pantor, copist Dimensiuni: In 4° (19 x 15,5 cm) Material: Hârtie | | Biblioteca Județeană „Octavian Goga”, Cluj            | Cimec    |
|      | Chiriacodromion sau Evanghelie învățătoare | Datare: 1699 Școală: Tipografia Mitropoliei; Mihai Iștvanovici, tipograf. Dimensiuni: In 2° (31,5 x 18,5 cm) Material: Hârtie                                                                           | Chiriacodromion sau Evanghelie învățătoare care are întru ea cazanii la toate duminecile preste an și la praznicelele domnești, și la sfinții cei numiț, acum întâi întru acesta chip așezată și tipărită, și mai luminat în limba rumânească diorthosită, supt biruința prealuminatului și înălțatului Iosif Leopold, craiul Budei și al Țărâi Ungurești și al Ardealului, fiind gubernator țărâi Măriia Sa Bamfi Gheorghie, cu blagosloveniia preasfințitului chir Athanasie, mitropolitul țărâi, în sfânta Mitropolie, în Belgrad, în anul de la mântuirea lumii 1699. De Mihai Iștvanovici tipograful. Tu ex Ungrovlahia. | Biblioteca Județeană „Octavian Goga”, Cluj            | Cimec    |
|      | Noul Testament sau Împăcarea, sau Leagea Noao a lui Iisus Hristos Domnului nostru Autor: Ieromonahul Silvestru și Simion Ștefan mitropolit al Bălgradului, traducători                                   | Datare: 1648 Școală: Tipografia princiară; Gheorghe Rákóczi I, editor; Simion Ștefan, patron; Ștefan din Ohrida, Gheorghe Rusu, Martin Maior, tipografi Dimensiuni: In 2° (30 x 19 cm) Material: Hârtie | Noul Testament sau Împăcarea, sau Leagea Noao a lui Iisus Hristos Domnului nostru. Izvodită cu mare socotință, den izvod grecescu, și slovenescu, pre limba rumănească, cu îndemnarea și porunca, denpreună cu toată cheltuiala, a măriei sale, Gheorghie Racoți, Craiul Ardealului, i procia. Tipăritus-au întru a mării sale tipografie, dentăiu noou, în Ardeal în cetatea Belgradului. Anii de la întruparea Domnului și Mântuitoriului nostru Iisus Hristos 1648, luna lui ghenuariu 20. | Biblioteca Județeană „Octavian Goga”, Cluj            | Cimec    |
|      | A Szent Pal apostol levelenec, mellyeket a Colossabelieknek irt, predicacio szerent valo magyarazattya Autor: Melius Juhasz Peter                                                                        | Datare: [1561] Școală: [Huszar Gal] | A Szent Pal apostol levelenec, mellyeket a Colossabelieknek irt, predicacio szerent valo magyarazattya. | Biblioteca Centrală Universitară „Lucian Blaga”, Cluj | Cimec    |
|      | D[u]mnezeeștile și Sf[i]ntele Liturghii | Datare: 1713 Școală: Tipografia Mitropoliei; Antim Ivireanul, editor; Gheorghe Radovici, tipograf Dimensiuni: In 4° (21 x 14 cm) Material: Hârtie                                                       | D[u]mnezeeștile și Sf[i]ntele Liturghii a celor dintru sf[i]nți Părinților noștri a lui Ioan Zlatoust, a lui Vasilie cel Mare, și a Prejdeștenii, acum întâi tipărite întru al 25 de. ani a înălțatei domnii a prea luminatului oblăduitoriu a toată Țara Rumânească Ioan Constandin B. Basarab Voevod. Cu toată chieltuiala prea sf[i]nțitului mitropolit al Ugrovlahiei Chir Anthim Ivireanul. În sf[â]nta Mitropolie a Târgoviștii, la anul de la H[risto]s 1713. De Gheorghie Radovici. | Biblioteca Județeană „Octavian Goga”, Cluj            | Cimec    |

## Fond
| Foto | Informații generale | Detalii tehnice | Descriere | Deținător                                         | Legături |
| ---- | --- | --- | --- | ------------------------------------------------- | -------- |
|      | Franz Griselini, mehrerer Akademien Ehrenmitgliedes und der k.k. Gesellschaft zur Aufnahme des Ackerbaues, der Künste, Manufakturen, und Handlung zu Mailand Sekretärs Versuch einer politischen und natürlichen Geschichte des Temeswarer Banats. Autor: Francesco Griselini, autor | Datare: 1780 Școală: Johann Paul Krauss, editor-librar; Augustin Cipps și C. Schutz, gravori. Dimensiuni: In 4° (28 x 21 cm) Material: Hârtie                                                                                        | Franz Griselini, mehrerer Akademien Ehrenmitgliedes und der k.k. Gesellschaft zur Aufnahme des Ackerbaues, der Künste, Manufakturen, und Handlung zu Mailand Sekretärs Versuch einer politischen und natürlichen Geschichte des Temeswarer Banats.In Briefen an Standespersonen und Gelehrte. Erster [-Zweiter] Theil.Wien, im verlage bey JohannPaul Krauss. 1780 | Biblioteca Județeană „Octavian Goga”, Cluj        | Cimec    |
|      | Lexici universalis historico-geographico-chronologico-poetico-philologicum continuatio Autor: Johann Jakob Hofmann, autor | Datare: 1683 Școală: Johann Hermann Widerhold, editor; Jacob Bertsche, tipograf. Dimensiuni: In 2° (36,5 x 22,5 cm) Material: Hârtie                                                                                                 | Lexici universalis historico-geographico-chronologico-poetico-philologici continuatio. Praeter addenda comprehendens historiam animalium, plantarum, lapidum, metallorum, elementorum, rerum astricarum, praecipuè hominis negotiorúmque ejus, in omni aetate, sexu, conditione, aevo. Recentiori, medio, veteri, ex omnium gentium, inprimis Hebraeae, Graecae, Romanae, monumentis sacris, civilibus, erutam. Opera et studio Ioh. Iacobi Hofmanni, Gr. Ling. in Acad. Basil. Profess. Publ. Tomus primus-[tertius]. Basileae, Impensis Iohan. Herman. Widerhold, Bibliop. Genevensis. Typis Jacobi Bertschii. M. DC. LXXXIII [1683] | Biblioteca Județeană „Octavian Goga”, Cluj        | Cimec    |
|      | Andreæ Reyheri Lexicon Latino-Germanicvm, Sive Theatrvm Romano-Tevtonicvm Autor: Andreas Reyher, autor | Datare: 1686 Școală: Salomon Reyher și Moritz Georg Weidmann, editori; Justin Brand, tipograf; N. Schütz, desenator; I. B. Göbel, gravor din Gotha. Dimensiuni: In 2° (34,5 x 21 cm) Material: Hârtie                                | Andreæ Reyheri Lexicon Latino-Germanicvm, Sive Theatrvm Romano-Tevtonicvm, in quo Methodo nativa Vocabulorum tam Latinorum, qvam Barbarorum, eorum tamen præcipue Etymologiæ, Genera, Flexiones, & Appellationes Germanicæ pariter, & qundoq[ue] Græcæ, Similiter Loqvutiones, Phrases, Formulæ, Sententiæ, Facultatum Scientiarumq[ue] Termini, ac Adagia, Cum Oratoribus, tum quoq[ue] Philosophis, Mathematicis, Medicis, Jurisconsultis, & Theologis, familiariora, & ad rectius intelligendos atq[ue] explicandos quoscunq[ue]; Autores Classicos nimimum quantum facientia, continentur. Opvs Sane omnibus elegantem ac puram Linguam Latinam Docentibus ac Discentibus apprime utile, Cum Indice significationes vocum ac phrasium Germanicarum Latinas locupletissime exhibente. Secundum, utpote Scriptorum Classicorum fide probata, eorumque libro, capite, indicatis, longe auctius Studio & cura Filiorum Heredum editum cum Epistola Christohori Cellarii. Lipsiæ & Francofurti, Sumptibus H. D. Sal. Reyheri, & Mavr. Georg. Weidmanni. Typis Justini Brandi M DC LXXXVI [1686]. | Biblioteca Județeană „Octavian Goga”, Cluj        | Cimec    |
|      | Lexicon philologicum, præcipuè etymologicum : in quo Latinæ et a Latinis auctoribus Autor: Matthias Martini, autor | Datare: 1623 Școală: Typis Villerianis; Johann Wille și Georg Heusmann, editori. Dimensiuni: In 2° (32,5 x 20 cm) Material: Hârtie                                                                                                   | Lexicon philologicum, præcipuè etymologicum : in quo Latinæ et a Latinis auctoribus usurpatæ tum puræ tum barbaræ voces ex originibus declarantur, comparatione linguarum (quarum & inter ipsas consonantia aperitur) subinde illustrantur, multaeq́ue in divinis & humanis literis difficultates è fontibus, historia, veterúmq[ue] & recentium scriptorum auctoritate enodantur ; bene multa etiam in vulgatis dictionariis admissa haud levia errata modestè emaculantur, Auctore Matthia Martinio, servo Jesu Christi in schola Bremensi. Bremae, Typis Villerianis, anno MDCXXIII [1623] | Biblioteca Județeană „Octavian Goga”, Cluj        | Cimec    |
|      | Corpus juris hungarici, seu decretum generale inclyti regni hungariae Autor: István Werbőczy, autor | Datare: 1696 Școală: Tipografia Academiei Iezuite din Trnava; Johann Andreas Hörmann, tipograf Dimensiuni: In 2° (30 x 19,5 cm) Material: Hârtie                                                                                     | Corpus juris hungarici, seu decretum generale inclyti regni hungariae, partiumque eidem annexarum, in tres tomos distinctum: nunc denuo recusum, omnibusque novellis, articulis, quae in prioribus editionibus deerant, adauctum. tomus primus, continens opus tripartitum juris consuetudinarii ejusdem regni, authore Stephano de Werböcz. (Tomus secundus, continens decreta, constitutiones et articulos regum inclyti regni hungariae ab anno domini millesimo, trigesimo quinto ad annum post sequimillesimum octogesimum tertium, publicis comitiis edita.). (Tomus tertius, continens decreta, constitutiones et articulis regum inclyti regni ungariae ab anno domini millesimo, quingentesimo, octuagesimo quarto usque ad annum millesimum, sexcentesimum octuagesimum septimum inclusive.). Typis Academicis, per Joannem Andream Hörmann, Anno M. DC. XCVI [1696] | Biblioteca Județeană „Octavian Goga”, Cluj        | Cimec    |
|      | Acta sacri oecumenici concilii Florentini, ab Horatio Justiniano Autor: Orazio Giustiniani, autor | Datare: 1638 Școală: Tipografia Colegiului De Propaganda Fide. Dimensiuni: In 2° (31,5 x 21,5 cm) Material: Hârtie | Acta sacri oecumenici concilii Florentini, ab Horatio Justiniano bibliothecae vaticanae custode primario collecta, disposita, illustrata. Romae, Typis Sac. Congr. de Fide Propaganda, MDCXXXVIII [1638]. Svperiorvm permissv | Biblioteca Județeană „Octavian Goga”, Cluj        | Cimec    |
|      | Index Corporis Juris Hungarici, Seu Cynosura Juris-Peritorum, In Qua Loca Decretalia, Et Articuli Publicarum Constitutionum Inclyti Regni Hungariae | Datare: 1699 Școală: Tipografia Academiei Iezuite din Trnava; Johann Andreas Hörmann, tipograf Dimensiuni: In 2° (31 x 19,5 cm) Material: Hârtie                                                                                     | Index Corporis Juris Hungarici, Seu Cynosura Juris-Peritorum, In Qua Loca Decretalia, Et Articuli Publicarum Constitutionum Inclyti Regni Hungariae, Usque ad Annu M.DC.LXXXVII. Diaetae Ultimae Posoniensis inclusivé, sub Titulis Ordine Alphabetico digestis breviter repraesentantur. Editio multum Auctior & Correctior. Tyrnaviae Typis Academicis, per Joannem Andream Hörmann. Anno 1699. | Biblioteca Județeană „Octavian Goga”, Cluj        | Cimec    |
|      | Joh. Jacobi Hofmanni Lexicon vniversale Autor: Johann Jakob Hofmann, autor | Datare: 1698 Școală: Jacob. Hackivm, Cornel. Bovtesteyn, Petr. Vander AA, Jord. Lvchtmans, editori; F. Boitard și J. Mulder, gravori. Dimensiuni: In 2° (39 x 24 cm) Material: Hârtie                                                | Joh. Jacobi Hofmanni SS. Th. Doct. Profess. Histor. & Graec. Ling. in Academ. Basil. Lexicon vniversale, historiam sacram et profanam omis aevi, omiumque gentium; chronologiam ad haec vsqve tempora; geographiam et veteris et novi orbis; principvm per omnes terras familiarvm ab omni memoria repetitam genealogiam; tum mythologiam, ritvs, caerimonias, omnemque veterum antiquitatem, ex philologiae fontibus haustam; virovm, ingenioatqve ervditione celebrivm enarrationem copiosissimam; praeterea animalivm, plantarvm, metallorvm, lapidvm, gemmarvm, nomina, naturas, vires, explanans. Editio absolvtissima, praeter supplementa, & additiones, antea seorsum editas, nunc suis locis ac ordini insertas, vberrimis accessionibvs, ipsivs avctoris amnv novissime lucubratis, tertia parte, quam antehac, avctior, locvpletior: indicibvs atqve catalogis regvm, principvm, popvlorvm, temporvm, virorvm et feminarvm illvstrivm, animalivm, plantarvm; tum praecipue nominvm, qvibvs regiones, vrbes, montes, flvmina, &c. in omnibus terris, vernacula & vigenti hodie ubique lingua appellantur; caeterarum denique rerum memorabilium, accvratissimis instrvcta. Tomvs primvs literas A, B, C continens. Lvgdvni Batavorvm, Apud Jacob. Hackivm, Cornel. Bovtesteyn, Petr. Vander AA, & Jord. Lvchtmans. MDCXCVIII [1698]. Cum peculiari Praepott. D. D. Ordinum Holandiae & West. Frisiae Privilegio.                  | Biblioteca Județeană „Octavian Goga”, Cluj        | Cimec    |
|      | Joh. Jacobi Hofmanni Lexicon vniversale Autor: Johann Jakob Hofmann, autor | Datare: 1698 Școală: Jacob. Hackivm, Cornel. Bovtesteyn, Petr. Vander AA, Jord. Lvchtmans, editori; F. Boitard și J. Mulder, gravori. Dimensiuni: In 2° (39 x 24 cm) Material: Hârtie                                                | Joh. Jacobi Hofmanni SS. Th. Doct. Profess. Histor. & Graec. Ling. in Academ. Basil. Lexicon vniversale, historiam sacram et profanam omis aevi, omiumque gentium; chronologiam ad haec vsqve tempora; geographiam et veteris et novi orbis; principvm per omnes terras familiarvm ab omni memoria repetitam genealogiam; tum mythologiam, ritvs, caerimonias, omnemque veterum antiquitatem, ex philologiae fontibus haustam; virovm, ingenioatqve ervditione celebrivm enarrationem copiosissimam; praeterea animalivm, plantarvm, metallorvm, lapidvm, gemmarvm, nomina, naturas, vires, explanans. Editio absolvtissima, praeter supplementa, & additiones, antea seorsum editas, nunc suis locis ac ordini insertas, vberrimis accessionibvs, ipsivs avctoris amnv novissime lucubratis, tertia parte, quam antehac, avctior, locvpletior: indicibvs atqve catalogis regvm, principvm, popvlorvm, temporvm, virorvm et feminarvm illvstrivm, animalivm, plantarvm; tum praecipue nominvm, qvibvs regiones, vrbes, montes, flvmina, &c. in omnibus terris, vernacula & vigenti hodie ubique lingua appellantur; caeterarum denique rerum memorabilium, accvratissimis instrvcta. Tomvs secvndvs literas D, E, F, G, H, I, K, L continens. Lvgdvni Batavorvm, Apud Jacob. Hackivm, Cornel. Bovtesteyn, Petr. Vander AA, & Jord. Lvchtmans. MDCXCVIII [1698]. Cum peculiari Praepott. D. D. Ordinum Holandiae & West. Frisiae Privilegio. | Biblioteca Județeană „Octavian Goga”, Cluj        | Cimec    |
|      | Joh. Jacobi Hofmanni Lexicon vniversale Autor: Johann Jakob Hofmann, autor | Datare: 1698 Școală: Jacob. Hackivm, Cornel. Bovtesteyn, Petr. Vander AA, Jord. Lvchtmans, editori; F. Boitard și J. Mulder, gravori. Dimensiuni: In 2° (39 x 24 cm) Material: Hârtie                                                | Joh. Jacobi Hofmanni SS. Th. Doct. Profess. Histor. & Graec. Ling. in Academ. Basil. Lexicon vniversale, historiam sacram et profanam omis aevi, omiumque gentium; chronologiam ad haec vsqve tempora; geographiam et veteris et novi orbis; principvm per omnes terras familiarvm ab omni memoria repetitam genealogiam; tum mythologiam, ritvs, caerimonias, omnemque veterum antiquitatem, ex philologiae fontibus haustam; virovm, ingenioatqve ervditione celebrivm enarrationem copiosissimam; praeterea animalivm, plantarvm, metallorvm, lapidvm, gemmarvm, nomina, naturas, vires, explanans. Editio absolvtissima, praeter supplementa, & additiones, antea seorsum editas, nunc suis locis ac ordini insertas, vberrimis accessionibvs, ipsivs avctoris amnv novissime lucubratis, tertia parte, quam antehac, avctior, locvpletior: indicibvs atqve catalogis regvm, principvm, popvlorvm, temporvm, virorvm et feminarvm illvstrivm, animalivm, plantarvm; tum praecipue nominvm, qvibvs regiones, vrbes, montes, flvmina, &c. in omnibus terris, vernacula & vigenti hodie ubique lingua appellantur; caeterarum denique rerum memorabilium, accvratissimis instrvcta. Tomvs tertivs literas M, N, O, P, Q, continens. Lvgdvni Batavorvm, Apud Jacob. Hackivm, Cornel. Bovtesteyn, Petr. Vander AA, & Jord. Lvchtmans. MDCXCVIII [1698]. Cum peculiari Praepott. D. D. Ordinum Holandiae & West. Frisiae Privilegio.          | Biblioteca Județeană „Octavian Goga”, Cluj        | Cimec    |
|      | Joh. Jacobi Hofmanni Lexicon vniversale Autor: Johann Jakob Hofmann, autor | Datare: 1698 Școală: Jacob. Hackivm, Cornel. Bovtesteyn, Petr. Vander AA, Jord. Lvchtmans, editori; F. Boitard și J. Mulder, gravori. Dimensiuni: In 2° (39 x 24 cm) Material: Hârtie                                                | Joh. Jacobi Hofmanni SS. Th. Doct. Profess. Histor. & Graec. Ling. in Academ. Basil. Lexicon vniversale, historiam sacram et profanam omis aevi, omiumque gentium; chronologiam ad haec vsqve tempora; geographiam et veteris et novi orbis; principvm per omnes terras familiarvm ab omni memoria repetitam genealogiam; tum mythologiam, ritvs, caerimonias, omnemque veterum antiquitatem, ex philologiae fontibus haustam; virovm, ingenioatqve ervditione celebrivm enarrationem copiosissimam; praeterea animalivm, plantarvm, metallorvm, lapidvm, gemmarvm, nomina, naturas, vires, explanans. Editio absolvtissima, praeter supplementa, & additiones, antea seorsum editas, nunc suis locis ac ordini insertas, vberrimis accessionibvs, ipsivs avctoris amnv novissime lucubratis, tertia parte, quam antehac, avctior, locvpletior: indicibvs atqve catalogis regvm, principvm, popvlorvm, temporvm, virorvm et feminarvm illvstrivm, animalivm, plantarvm; tum praecipue nominvm, qvibvs regiones, vrbes, montes, flvmina, &c. in omnibus terris, vernacula & vigenti hodie ubique lingua appellantur; caeterarum denique rerum memorabilium, accvratissimis instrvcta. Tomvs qvartvs literas R, S, T, V, X, Y, Z, continens. Lvgdvni Batavorvm, Apud Jacob. Hackivm, Cornel. Bovtesteyn, Petr. Vander AA, & Jord. Lvchtmans. MDCXCVIII [1698]. Cum peculiari Praepott. D. D. Ordinum Holandiae & West. Frisiae Privilegio.    | Biblioteca Județeană „Octavian Goga”, Cluj        | Cimec    |
|      | Leksïkʹon treezʹychnyi... Lexikon triglōtton... Dictionarium trilingue Autor: Feedor Polikarpovich Polikarpov-Orlov, autor | Datare: 1704 Dimensiuni: In 4° (20,5 x 16 cm) Material: Hârtie | Leksïkʹon treezʹychnyi. Sirech' rechʹenii slavʹenskikh, ellinogrʹecheskikh i latʹinskikh sokrʹovishche iʹz razlʹichnykh drʹevnikh i nʹonykh knʹig sobrʹanoe i po slavʹenskomu alfavʹitu v chʹin razpolozhʹenoe = Lexikon triglōtton ētoi Lexeōn slabonikōn, hellenikōn te kai latinikōn thēsabros... = Dictionarium trilingue hoc est dictionum Slauonicarum Grecarum & Latinarum thesaurus ex varys antiquis ac recentioribus libris collectus et iuxta Slauonicum alphabetum in ordinem dispositus. | Biblioteca Județeană „Octavian Goga”, Cluj        | Cimec    |
|      | Aqvila Inter Lilia, Svb Qva Francorvm Caesarvm A Carolo Magno vsque ad Conradvm Imperatorem Occidentis X, Fasti Elogiis, Hieroglyphicis, Nvmmismatibvs, Insignibvs, symbolis, exarantur Autor: Giovanni Palazzi, autor                                                               | Datare: 1699 Școală: Domenico Milochi, tipograf; Langlois și Isabella Piccini, gravori. Dimensiuni: In 2° (37,5 x 26 cm) Material: Hârtie                                                                                            | Aqvila Inter Lilia, Svb Qva Francorvm Caesarvm A Carolo Magno vsque ad Conradvm Imperatorem Occidentis X, Fasti Elogiis, Hieroglyphicis, Nvmmismatibvs, Insignibvs, symbolis, exarantur. Opus omnibus absolutum numeris, vt hodiernis veteres locupletati annales cuiuslibet Herois, cuius facinora inclusum thema exornant, vitam, effigiem, hieroglyphicum, symbola exhibeant. Ad eminentissimvm principem Michaelem Stephanvm comitem in Radzieiovvice, & Krylou S. R. E. Cardinalem tit. B. M. de Pace archiepiscopvm Gnesnensem, Legatvm natum Regni Poloniae, & Magni Ducatus Lithuaniae, Primatem primumque Principem, Canonicorum Sepulchri Chritsi Praepositum Generalem Mekouiensem. Ioannes Palativs in Veneto Lycaeo olim Iurisprudentiae ex S. C. Professor, Postea Sacrorum Canonum Interpres in Patavina Vniversitate, Plebanus & Archipresbyter S. M. Matri Domini, Ducalis Canonicus, S. C. M. Historicus. D. D. D. Venetiis, M. DC. XCIX [1699]. Apud Dominicum Milochum | Biblioteca Județeană „Octavian Goga”, Cluj        | Cimec    |
|      | Aqvila Franca Svb Qva Francones Imperatores A Conrado II. Salico vsquè ad Lotharivm II. Occidentis Imperatorem XX. Autor: Giovanni Palazzi, autor | Datare: 1679 Școală: Andrea Poleti, tipograf; Arnold van Westerhout, gravor. Dimensiuni: In 2° (37,5 x 26 cm) Material: Hârtie | Aqvila Franca Svb Qva Francones Imperatores A Conrado II. Salico vsquè ad Lotharivm II. Occidentis Imperatorem XX. Elogiis, hieroglyphicis, numismatibus, insignibus, symbolis, imaginibus antiquis ad viuum exhibentur exculpti & longa historiarum serie exarati. Vt nihil relictum sit, quod prisci, vel hodierni habeant annales ; Sed diplomata, leges, indulta, genealogiae, donationes, privilegia offeruntur congesta. Inseruntur et regum principumque imagines, nummi honorarij castrenses, triumphales, votiui, missiles, &c. qui sanguine, foedere, bello Imperatoribus iuncti, Occurunt in Opere. Accedit cuique Caesarum tractatus sacrolegalis, & Historicopoliticus, Historicis, Concionatoribus, I. Consultis, atque expolitae eruditionis studiosisperutilis, & necessarius. Avctore Ioanne Palatio I.V.D. in Veneto Gymnasio Profeßore Publico, &c. Svperiorvm permissv. Venetiis M. DC. LXXIX [1679]. Ex typographia Andreae Poleti. Svmptibvs avctoris. Prostrant sub Signo Fortunae, & nauis, aliorumque. | Biblioteca Județeană „Octavian Goga”, Cluj        | Cimec    |
|      | Dictionarium Hungarico-Latinum Autor: Pápai Páriz Ferenc, autor | Datare: 1782 Școală: Tipografia lui Martin Hochmeister (în acest caz și editor al lucrării). Dimensiuni: In 8° (22 x 14,5 cm) Material: Hârtie                                                                                       | Dictionarium Hungarico-Latinum. Olim magnâ curâ á Clarissimo viro Alberto Molnár Szentziensi collectum; tandem Revisum, & aliquot vocabulorum, in Molnariano desideratorum, millibus Latiné redditis locupletatum, Studiő & vigiliis Francisci Páriz Pápai, Medicinae Doctoris, & in Alma Enyedina Publici Professoris. Nunc vero tam ex ejusdem Philoponi F. P. Pápai secundis curis ac Notationibus Mss. quám Propriis & aliorum Observationibus, expletis que defuerunt, amputatis quae superfuerunt, & vocibus quibusvis in suum ordinem redactis, volentium usibus editum; Operâ Petri Bod, de F. Tsernáton, V. D. Ministri M. Ingeniensis. Novae huic Editioni nunc primum solertiâ Typographi addita est Lingva Germanica. Cibinii, Sumptibus Martini Hochmeister Caes. Reg. Typographi, & Bibliop. Privil. Anno M. DCC. LXXXII [1782] | Biblioteca Județeană „Octavian Goga”, Cluj        | Cimec    |
|      | Monita paterna quae exhibent promptuarium instaurandae, tuendae, promovendae & perficiendae vitae spiritualis, per Stephanum liberum Baronem de Daniel, et Vargyas Autor: Dániel István, autor                                                                                       | Datare: 1752 Școală: Typographia publica [tipografia publică]; Samuel Sárdi, tipograf. Dimensiuni: In 4° (21 x 17 cm) Material: Hârtie                                                                                               | Monita paterna quae exhibent promptuarium instaurandae, tuendae, promovendae & perficiendae vitae spiritualis, per Stephanum liberum Baronem de Daniel, et Vargyas. Sacratissimae imperatoriae regiaeque majestatis et principis Transilvaniae, inclytae sedis primariae siculicalis areopolitanae judicem regium supremum diplomaticum: illustris collegii Iktaro-Bethleniani in oppido N. Enyed residentis legitimum; nec non gymnasii areopolitani ordinarium inspectorem, curatorem; patrem aetate jam gravem, filio ejusdem nominis juveni, Summefatae Imperatoriae Maiestatis Camerario Actuali Aulico paterne dicata & nuncupata. In curia nobilitari haereditatis suae siculicae Vargyasensis. Cibinii in Typographia publica, per Samuelem Sárdi. Anno salutis reparatae, MDCCLII [1752] | Biblioteca Județeană „Octavian Goga”, Cluj        | Cimec    |
|      | De scriptoribus rerum hungaricarum et transsilvanicarum Autor: Georg Jeremias Haner, autor | Datare: 1798 Școală: Tipografia lui Martin Hochmeister, tipograf și editor Dimensiuni: In 8° (18 x 11 cm) Material: Hârtie | De scriptoribus rerum Hungaricarum et Transilvanicarum scriptisque eorundem recentioribus ordine chronologico digestis adversaria. Totius operis tomus II. Georgii Ier. Haneri saxonis transsilvani. Cibinii, typis et sumptibus Martini Hochmeister typogr. dicast. et bibliop. priv. M.DCC.XC.VIII [1798] | Biblioteca Județeană „Octavian Goga”, Cluj        | Cimec    |
|      | Theatri Concionum Sacr. Topici Theoretico - Practici Pars VII Autor: Bartholomaeus Anhorn, autor | Datare: 1689 Școală: Jacob Christoph Anhorn, Johann Philipp Richter, editori; Jacob Bertsche, tipograf Dimensiuni: In 4° (20,5 x 15 cm) Material: Hârtie                                                                             | Theatri concionum sacr. topici theoretico-practici pars VII. de Christi officio mediatorio: statu exinanitionis, exaltationis: et in utroque officii prophetici, sacerdotalis & regii functione; De vocatione electis & reprobis communi: De Rejectione Judaeorum, & Vocatione Gentium: De Federe Gratiae, & Federis Sacramentis in genere: In Specie vero, de Circumcisione, Agno Paschali, Baptismo, & S. Domini Coena. Cum adjectis indicibus necessariis, ex Orthodoxiae monumentis concinnata a a Bartholom. Anhorn ab Hartwiss, pastore ecclesiae Elsaugianae in Agro Tigurino. Anonymus: Labor exigui temporis est: cujus merces finem non habet: si vero Labor in damno est, crescit mortalis egestas. Basileae, Typis Iacobi Bertschii. Sumptibus Iac. Christoph Anhorn, Sangall. invenitur Francofurti apud Iohan. Philipp. Richterum, bibliopol. Basiliens. Anno M DC LXXXIX [1689]. | Biblioteca Județeană „Octavian Goga”, Cluj        | Cimec    |
|      | Decretum Latino-Hungaricvm, sive Tripartitum opus iuris consuetudinarii inclyti regni Hungariae et Transylvaniae Autor: István Werbőczy, autor | Datare: 1632 Școală: Iacob Klösz, tipograf Dimensiuni: In 4° (21 x 16,5 cm) Material: Hârtie | Decretum Latino-Hungaricvm, sive Tripartitum opus iuris consuetudinarii inclyti regni Hungariae et Transylvaniae, ac partium eidem subjectarum, una cum methodo articulorum diaetalium, autore Stephano Werböczy. Huc accesserunt etiam Regulae, Iuris antiqui, Civiles & Canonicae, admodum perutiles & necessariae. Az az: Magyar és Erdély országnak törveny könyve irattatot Werböczy István által. Mostan ismét uijonnan és másodszor, Deákúl s-Magyarúl, szép hasznos Regestromockal és Reguláckal meg-öregbittetett és ki-nyomtattatot. Bartphae, Typis et sumptibus Iacobi Klösz civis et typographi, Anno M. DC. XXXII [1632] | Biblioteca Județeană „Octavian Goga”, Cluj        | Cimec    |
|      | Index seu Enchiridion omnium decretorum et constitutionum regni Hungariae ad annum 1579 Autor: Miklós Telegdi, autor | Datare: 1632 Școală: Iacob Klösz, tipograf Dimensiuni: In 4° (21 x 16,5 cm) Material: Hârtie | Index seu Enchiridion omnium decretorum et constitutionum regni Hungariae ad annum 1579 usq; : Per Causarum locos distinctum, memoriae usibusq; fori maxime utile. Additis regulis iuris antiqui, civilis et canonici. Bartphae, Excudebat Iacobi Klösz. Anno Domini 1632 | Biblioteca Județeană „Octavian Goga”, Cluj        | Cimec    |
|      | Disputationum Roberti Bellarmini Politiani, e Societate Jesu, S.R.E. Cardinalis Autor: Roberto Bellarmino, autor | Datare: 1610 Școală: Jean Pillehotte, tipograf Dimensiuni: In 8° (18,5 x 12 cm) Material: Hârtie | Disputationum Roberti Bellarmini Politiani, e Societate Jesu, S.R.E. Cardinalis; de controversiis Christianae fidei, adversus huius temporis haereticos; quatuor tomis comprehensarum. Tomus primus. Accessere Opuscula recenter nonnulla, numquam hactenus excusa, Secundo tomo subiecta; & eiusdem Bellarmini recognitio librorum ab ipso Auctore nunc primum edita, & operum suerum principio adiuncta. Editio ultima controversiarum, ab ipso auctore aucta, et recognita. Accessit praeterea unicuique Tomo geminus Index: Alter locorum S. Scripturae accurate expositorum: Alter vero Verborum, & Rerum insignium, eo longe copiosior, & auctior, quo priores editiones donatae fuerant. Lugduni, Apud Ioannem Pillehotte, sub signo Nominis Iesu. M. DC. X. [1610]. Cum Privilegio Regis | Biblioteca Județeană „Octavian Goga”, Cluj        | Cimec    |
|      | Catechismusi házi-kints, avagy a keresztyéni hit' fö-ágazatinak kérdések és feleletek által való magyarázatja Autor: Christoph Stehelin, autor | Datare: 1752 Școală: Tipografia Eparhiei Reformate Dimensiuni: In 4° (21 x 16,5 cm) Material: Hârtie | Catechismusi házi-kints, avagy a keresztyéni hit' fö-ágazatinak kérdések és feleletek által való magyarázatja, és annak a' meggyőzés, meg-vi'sgálás, fel-serkentés, intés, és vigasztalás által, a' lelki-esméretre való alkalmaztatása, ezekből szedegetett könyörgésekkel együtt: Mellyet az Idvességes Tudományban nevekedni kivánó Lelkeknek, kiváltképen pedig az Istent, és az ö Magzatjaiknak és Tselédjeiknek Idvességeket keresö házi gazdáknak, Mind önnön magoknak, mind az övéiknek bóldog meg-gazdagitására, fel-fedezett. Stehelin Christof hajdan Sangallumban az Isten' Beszédének Sáfára. Most ismét agyan azon végekre, Németböl Magyar Nyelvre fordittatott. Kolovaratt. Nyomtattatott 1752. Esztendöben | Biblioteca Județeană „Octavian Goga”, Cluj        | Cimec    |
|      | Ethica symbolica e fabularum umbris in veritatis lucem Autor: Michael Pexenfelder, autor | Datare: 1675 Școală: Johann Wagner și Johann Hermann a Gelder, editori; Sebastian Rauch, tipograf. Dimensiuni: In 4° (19,5 x 15,5 cm) Material: Hârtie                                                                               | Ethica symbolica e fabularum umbris in veritatis lucem varia eruditione, noviter evoluta, a p. Michaele Pexenfelder, Societatis Jesu sacerdote. Opus non minus ad fructum, quam ad oblectationem pro doctrina politica et sacra accommodatum. Cum facultate superiorum, Privilegio Caesareae Majestatis, & electoris Bavariae. Monachii, Sumptibus Ioannis Wagneri & Ioannis Hermanni à Geldern, bibliopolarum Monacensium. Typis Sebastiani Rauch. Anno M. DC. LXXV [1675] | Biblioteca Județeană „Octavian Goga”, Cluj        | Cimec    |
|      | Transsilvania Sive Magnus Transsilvaniae Principatus. Olim Dacia Mediterranea Dictus Autor: József Benkő, autor | Datare: 1778 Școală: Joseph de Kurzbök, tipograf Dimensiuni: In 8° (18,5 x 12 cm) Material: Hârtie | Transsilvania sive Magnus Transsilvaniae Principatus. Olim Dacia Mediterranea Dictus. Orbi nondum satis cognitus. Nunc multifariam, at strictim illustratus. Auctore Josepho Benkö transsilvano-siculo, parocho Közep - Ajtensi et Notario Vener. Dioeceseos Erdövidekensis Helveticae Confessioni Addictorum Ordinario. Pars prior sive generalis. Tom. I. Vindobonae, Typis Josephi nob. De Kurtzbök, Caes. Reg. Aulae Ilyr. Typographi et bibliopolae, MDCCLXXVIII [1778] | Biblioteca Județeană „Octavian Goga”, Cluj        | Cimec    |
|      | Auslegung der fünf Hauptstück des heiligen Catechismi Autor: Christoph Vischer, autor | Datare: 1578 Școală: Hansz Rambaw, tipograf Dimensiuni: In 4° (21 x 17 cm) Material: Hârtie | Auslegung der fünf Hauptstück des heiligen Catechismi gedruckt zu Leipzig, bey Hansz Rambaw. M. D. LXXVIII. [1578] | Biblioteca Județeană „Octavian Goga”, Cluj        | Cimec    |
|      | Warhaffte Und Christliche verantwortung, der Prediger | Datare: 1581 Școală: Arendt Wessel și Dieterich Glöichstein, tipografi Dimensiuni: In 4° (21 x 17 cm) Material: Hârtie | Warhaffte Und Christliche verantwortung, der Prediger zu Bremen, auff die ihnen zugemessene Artickel und Puncten, Darinnen sie zum theil durch unnerfindtliche auflage, Zum theil durch verkehrete mißdeutunge allerhand vermeinter Irthümben und Sectereien beschüldiget, und bey hohes und nidriges standes personen verunglimpffet werden : Als Nemlich: I. Von der Person Christi. II. Von der heyligen Tauff. III. Von dem H. Abendmahl. IIII. Von der Götlichen Wahl. V. Von den Ceremonien. Anno M. D. LXXXI [1581] | Biblioteca Județeană „Octavian Goga”, Cluj        | Cimec    |
|      | Cuvinte puține oarecare din ceale multe Autor: Sfântul Vasile cel Mare, autor | Datare: 1826 Școală: Tipografia Mitropoliei din București; mitropolitul Grigorie Dascălul, editor; Matei Băbeanul și Pafnutie, tipografi Dimensiuni: In 2° (32 x 22 cm) Material: Hârtie                                             | Cuvinte puține oarecare din ceale multe, ale celor întru sfinți părinților noștri Vasilie celui Mare și Grigorie Cuvântătoriului de Dumnezeu, tălmăcite din limba elinească, și acum întâi tipărite, în zilele prealuminatului și prea înălțatului nostru Domn Grigoriu Dimitriu Ghica Voevod spre folosul neamului nostru. În București în Sfânta Mitropolie. La anul 1826. De Matei Băbeanul Tipograful | Biblioteca Județeană „Octavian Goga”, Cluj        | Cimec    |
|      | Apostol | Datare: 1802 Școală: Tipografia Seminarului; Sandu, gravor (sunt reutilizate plăcile lui). Dimensiuni: In 2° (34,5 x 22 cm) Material: Hârtie                                                                                         | Apostol, acum a doao oară așezat și tipărit, după rânduiala Besearicii Răsăritului, supt stăpânirea preaînălțatului împărat al romanilor Franțisc al doilea, craiul apostolicesc, mare prințip al Ardealului și cealealalte, cu blagosloveniia Măriii Sale, prealuminatului și preasfințitului domnului domn Ioann Bobb, vlădicul Făgărașului, în Blaj, la Mitropolie, anul de la Nașterea lui Hristos 1802, cu tipariul Seminariului. | Biblioteca Județeană „Octavian Goga”, Cluj        | Cimec    |
|      | Triodion | Datare: 1813 Școală: la Mitropolie; Petru Papavici, gravor (sunt reutilizate plăcile lui). Dimensiuni: In 2° (34 x 23 cm) Material: Hârtie                                                                                           | Triodion, acum a treiia oară așezat și tipărit, după rânduiala Besearicii Răsăritului, supt stăpânirea preaînălța | Biblioteca Județeană „Octavian Goga”, Cluj        | Cimec    |
|      | Noul Testament sau Împăcarea, sau Leagea Noao a lui Iisus Hristos Domnului nostru Autor: Ieromonahul Silvestru și Simion Ștefan mitropolit al Bălgradului, traducători | Datare: 1648 Școală: Tipografia princiară; Gheorghe Rákóczi I, editor; Simion Ștefan, patron; Ștefan din Ohrida, Gheorghe Rusu, Martin Maior, tipografi Dimensiuni: In 2° (28,5 x 18 cm) Material: Hârtie                            | Noul Testament sau Împăcarea, sau Leagea Noao a lui Iisus Hristos Domnului nostru. Izvodită cu mare socotință, den izvod grecescu, și slovenescu, pre limba rumănească, cu îndemnarea și porunca, denpreună cu toată cheltuiala, a măriei sale, Gheorghie Racoți, Craiul Ardealului, i procia. Tipăritus-au întru a mării sale tipografie, dentăiu noou, în Ardeal în cetatea Belgradului. Anii de la întruparea Domnului și Mântuitoriului nostru Iisus Hristos 1648, luna lui ghenuariu 20. | Biblioteca Județeană „Octavian Goga”, Cluj        | Cimec    |
|      | Penticostar | Datare: 1743 Școală: Tipografia Episcopiei; Mihai Atanasievici, tipografi și gravor. Dimensiuni: In 2° (30 x 19,5 cm) Material: Hârtie                                                                                               | Penticostarion ce cuprinde întru sine slujba ce i să cuvine carele mai nainte s-au tălmăcit de episcopul Damaschin deplin pe limba rumânească, iară acuma s-au tipărit în zilele prealuminatului domn Io Mihai Racoviță voievod, fiind Mitropolit Țării chir Neofit. Cu nevoința și cu toată cheltuiala iubitoriului de Dumnezeu, chir Climent episcopul Râmnicului. În Sfânta Episcopie a Râmnicului la văleat 7181 iară dela Hristos 1743 de curernicul între preoți Popa Mihai Atanasievici tipograful. | Biblioteca Județeană „Octavian Goga”, Cluj        | Cimec    |
|      | Sfânta și dumnezeiasca a lui Isus Hristos Evanghelie | Datare: 1817 Școală: Tipografia Seminarului; Sandu, gravor (se reutilizează plăcile lui); Dimitrie Pop Costa, prefect al tipografiei Dimensiuni: In 2° (33 x 21 cm) Material: Hârtie                                                 | Sfânta și dumnezeiasca a lui Isus Hristos Evanghelie, acum a treia oară tipărită sub stăpânirea preanălțatului împărat al Austriei, marelui prinț al Ardealului și cealelalte, Francisc I, cu blagosloveniia Exselenției Sale, preaosfințitului și prealuminatului domn, vlădica Făgărașului, Ioann Bobb, în Blaj, la Mitropolie, cu tipariul Seminariului, la anul de la Hristos 1817. | Biblioteca Județeană „Octavian Goga”, Cluj        | Cimec    |
|      | Strastnic | Datare: 1817 Școală: Tipografia Seminarului; Sandu, Petru Papavici, Ioanichie Endredi, gravori (sunt reutilizate plăcile lor); Dimitrie Pop Costa, administrator al tipografiei. Dimensiuni: In 2° (34,5 x 21,5 cm) Material: Hârtie | Strastnic, acum a patra oară așezat și tipărit, după rânduiala Besearicii Răsăritului, supt stăpânirea preaînălțatului împărat al Austriei, Franțisc întie, craiului apostolicesc, mare prințip al Ardealului și cealelalte, cu blagosloveniia Exseleanțiii Sale, prealuminatului și preasfințitului domnului domn Ioann Bobb, vlădicului Făgărașului, în Blaj, la Mitropolie, anul de la nașterea lui Hristos 1817, cu tipariul Seminariului. | Biblioteca Județeană „Octavian Goga”, Cluj        | Cimec    |
|      | A Tomii de la Câmp de urmarea lui H[risto]s Autor: Thomas de Kempis - autor | Datare: 1812 Școală: Tipografia Seminarului Dimensiuni: In 8° (17 x 10 cm) Material: Hârtie | A Thomii de la Cămp de urmarea lui Hristos patru cărți. Cu blagosloveniia și cheltuiala preaosfințitului și prealuminatului domn, Exselențiia Sa Ioann Bobb, vlădicul Făgărașului, a Preaînălțatei Chesaro-Crăieștii Mărimi statului sfeatnic dinlăuntru și a rândului al doilea Leopold comendator, tipărită în Blaj, la Mitropolie, anul de la Hristos 1812, cu tipariul Seminariului. | Biblioteca Județeană "Octavian Goga", Cluj-Napoca | Cimec    |
|      | Ușa pocăinței Autor: Rafail monah - traducător | Datare: 1812 Școală: Tipografia privilegiată a lui Gheroghe de Schobeln; Ioan Fridrich Herfurt, tipograf; Rafail monah, gravor. Dimensiuni: In 4° (22 x 17 cm) Material: Hârtie                                                      | Ușa pocăinții, adecă carte foarte umilitoare și de suflet prea folositoare, carea cuprinde ceale patru mai de pre urmă ale omului, adecă: moartea, judecata, iadul și raiul, prin care să face minunata schimbare a omului celui veachiu, și a celui nou, nașterea. S-au tălmăcit de pre limba elinu-grecească pre limba românească, în București. Și acum întâiaș dată, cu blagosloveaniia și prin mijlocirea preaosfințitului și preamilostivului stăpân și mitropolit a toată Ugrovlahiia chiriu chir Dosithei, s-au dat în tipariu, prin toată cheltuiala dumnealor chiriu chir Constandin, Ioann Boghici, spre veacinica pomenire și spre folosul cel de obște al pravoslavnicilor creștini. S-au tălmăcit această carte și s-au diorthosit din cuvânt în cuvânt cu multă sârguință și luare aminte de Rafail, smeritul monah din sfânta Mănăstire a Neamțului. În priveleghiiata tipografie din Brașov, de tipograful Ioan Fridrih Herfurt, 1812. | Biblioteca Județeană "Octavian Goga", Cluj-Napoca | Cimec    |
|      | Forma clerului și a păstorului bun Autor: Ioan Bob - autor | Datare: 1809 Școală: Tipografia Seminarului Dimensiuni: In 8° (17,5 x 11 cm) Material: Hârtie | Forma clerului și a păstoriului bun, după învățătura Domnului nostru Isus Hristos, păstoriului celui bun. Pilda ss. părinți și dascali. Cu strădaniia preaosfințitului și prealuminatului domn, Exselențiia Sa Ioann Bobb, vlădicul Făgărașului, a Preaînălțatei Chesaro-Crăieștii Mărimi statului sfeatnic dinlăuntru și ordului al 2 Leopold comendator, așezată, în Blaj, la Mitropolie, anul 1809, cu tipariul Seminariului. | Biblioteca Județeană "Octavian Goga", Cluj-Napoca | Cimec    |
|      | Propovedanie sau învățături la îngropăciunea oamenilor morți Autor: Samuil Micu - autor | Datare: 1784 Școală: Tipografia Seminarului Dimensiuni: In 4° (21 x 16,5 cm) Material: Hârtie | Propovedanie sau învățături la îngropăciunea oamenilor morți, acum de preotul Samoil Clain de Sad făcute. Cu bunăvoința celor mai mari, tipăritu-s-au în Blaj, cu tipariul Seminariului, 1784. | Biblioteca Județeană "Octavian Goga", Cluj-Napoca | Cimec    |
|      | Psaltirea prorocului și împăratului David | Datare: 1764 Școală: Tipărită „în sfânta Mitropolie” Dimensiuni: In 8° (16 x 9 cm) Material: Hârtie | Psaltirea prorocului și împăratului David, acum a treia oară tipărită, cu blagosloveniia preasfințitului chiriu chir P. Pavel Aaron, vlădicăi Făgărașului, în sfânta Mitropolie a Blajului, anii de la Hristos 1764. | Biblioteca Județeană "Octavian Goga", Cluj-Napoca | Cimec    |
|      | Scurt izvod pentru scrisori Autor: Dimitrie Eustatievici - autor | Datare: 1792 Școală: Tipografia familiei Bart de la Sibiu; Petru Bart, tipograf Dimensiuni: In 8° (18 x 11 cm) Material: Hârtie | Scurt izvod pentru lucruri de obște și dechilin, în scrisori de multe chipuri, de pre limba slovenească, pre limba rumânească scos și întocmit, spre folosul pruncilor neuniți, prin Dimitrie Evstathievici, directorul școalelor neunite naționalicești, în M[are] P[rincipatul] Ardealului. Să vinde, fără legătură, cu 9 creițari. Sibii, în Chesaro-Crăiasca Rumânească privileghiata a Răsăritului Tipografie a lui P[e]tru Bart, 1792. | Biblioteca Județeană "Octavian Goga", Cluj-Napoca | Cimec    |
|      | Psaltirea prorocului și împăratului David | Datare: 1764 Școală: Tipărită „în sfânta Mitropolie” Dimensiuni: In 8° (16,5 x 9,5 cm) Material: Hârtie | Psaltirea prorocului și împăratului David, acum a treia oară tipărită, cu blagosloveniia preasfințitului chiriu chir P. Pavel Aaron, vlădicăi Făgărașului, în sfânta Mitropolie a Blajului, anii de la Hristos 1764. | Biblioteca Județeană "Octavian Goga", Cluj-Napoca | Cimec    |
|      | Ta kata Harito kai Polydoron Mythistoria Autor: Jean-Jacques Barthélemy - autor | Datare: 1820 Școală: „Tipografia de curând întemeiată” Dimensiuni: In 8° (18 x 11,5 cm) Material: Hârtie | Ta kata Harito kai Polydoron Mythistoria. Paraphrastheisa ek tou Gallikou eis ten hemeteran haplen dialekton para tinos philogenes Byzantiou. Ek tou en Boukourestio Neosystatou Typographeiou. 1820. | Biblioteca Județeană "Octavian Goga", Cluj-Napoca | Cimec    |
|      | Polustav | Datare: 1773 Școală: Tipografia Mănăstirii Bunei Vestiri; Petru Papavici, tipograf și gravor; Sandu, gravor. Dimensiuni: In 8° (18 x 10 cm) Material: Hârtie                                                                         | Polustav, acum a patra oară tipărit, cu blagosloveniia celor mai mari, cu tipariul B. Vestiri, în Blaj, anul 1773, de Petru Papavici Râmniceanul tipograful. | Biblioteca Județeană "Octavian Goga", Cluj-Napoca | Cimec    |
|      | Logică Autor: Sfântul Ioan Damaschin - autor | Datare: 1826 Școală: Tipografia Mitropoliei; ieromonahul Stratonic, tipograf Dimensiuni: In 8° (18 x 11 cm) Material: Hârtie | Logică carea acum întâiu s-au tălmăcit în limba patriei, cu îndemnarea Preasfințitului Mitropolit al Ungrovlahiei Chir Grigorie. În zilele bine credinciosului și luminatului nostru domn Grigoriu Dimitriu Ghica Voevod, într-al patrulea an al domniei Mării Sale. Și s-au tipărit cu cheltuiala iubitoriului de Dumnezeu Episcop al Argeșului Chir Grigorie, de carele iaste și tălmăcită. În București. În Tipografia Sfintei Mitropolii, în anul Mântuirii 1826. De ieromonahul Stratonic tipograful. | Biblioteca Județeană "Octavian Goga", Cluj-Napoca | Cimec    |
|      | Carte folositoare de suflet | Datare: 1827 Școală: Tipografia Mitropoliei; Matei Băbeanul, tipograf; P. Simeon, gravor Dimensiuni: In 4° (21 x 17,5 cm); 27 rânduri pe pagină Material: Hârtie                                                                     | Carte folositoare de suflet despărțită în trei părți, dintru care, cea dintâi cuprinde învățătura cătră duhovnic, a doua, canoanele Sfîntului Ioan Postipcului, iar a treia, sfăturile cătră cei ce să ispoveduiaște. Tălmăcită din limba cea grecească și acum aicea a treia oară tipărită în zilele Prea Înălțatului Domn Grigorie Dimitrie Ghica Voevod. Din porunca Prea Sfinției Sale Chiriu chir Grigorie, arhiepiscopul și mitropolitul a toată Ungrovlahia. Cu cheltuiala oarecăruia iubitoriu de HS spre folosul cel de obște. În București, în Sfânta Mitropolie, la anul 1827, de Matei Băbeanul Tipograful. | Biblioteca Județeană „Octavian Goga”, Cluj        | Cimec    |
|      | Dumnezeieștile liturghii | Datare: 1807 Școală: Tipografia Seminarului Dimensiuni: In 4° (21 x 16,5 cm) Material: Hârtie | Dumnezeieștile liturghii a celor dintru sfinți părinților noștri, Ioann Zlatoust, Vasilie cel Mare și a Prejdesfeștenniii, acum a treia oară tipărite, supt stăpânirea preaînălțatului împărat Franțisc al doilea, craiului apostolicesc, mare prinț al Ardealului și cealelalte, cu blagosloveniia Exțelenției Sale, prealuminatului și preasfințitului domnului domn Ioann Bobb, vlădicul Făgărașului, în Blaj, la Mitropolie, anul de la Nașterea lui Hristos 1807, cu tipariul Seminariului. | Biblioteca Județeană „Octavian Goga”, Cluj        | Cimec    |
|      | Octoih | Datare: 1825 Școală: Tipografia Seminarului Dimensiuni: In 4° (23 x 17 cm) Material: Hârtie | Octoih, împreună cu slujbele sfinților de obște, așezat după rânduiala Besearicii Răsăritului, sub stăpânirea preaînălțatului împărat al Austriei, craiul apostolicesc, marele prinț al Ardealului și cealelalte, Franțisc I. Cu binecuvântarea Exsealeanțiii Sale, prealuminatului și preaosfințitului domn domn Ioann Bobb, vlădicul Făgărașului și a toatei Țări a Ardealului, precum și a Preaînălțatei Chesaro-Crăieștii și Apostoliceștii Măriri consiliariu dinlontru și a preamăritului Order al împăratului Leopold comendator. Tipărit în Blaj, cu tipariul Seminariului, la anul de la mântuirea lumii 1825. | Biblioteca Județeană „Octavian Goga”, Cluj        | Cimec    |
|      | Filosofia cuvântului și a năravurilor Autor: Johann Gottlieb Heineccius, autor; Eufrosin Dimitrie Poteca, traducător | Datare: 1829 Școală: Tipografia Universității Dimensiuni: In 8° (22 x 13,5 cm) Material: Hârtie | Filosofia cuvântului și a năravurilor, adecă logica și ithica elementare, cărora să pune înainte istoria filosoficească. Scrise întâiu latinește de lăudatul profesor Io. Gottlieb Ainechie, fiind în cathedra filos. din Alla, apoi traduse în limba elinească de dumnealui marele ban Grigorie Brâncoveanul, iar acum în limba românească, de Eufrosin Dimitrie Poteca, ierom. și profesor de filosofie de la București, spre povățuire la lețiile sale de filosofie. Logica und Moral – Philosophie walachisch. La Buda. În Crăiasca Tipografie a Universitatei Ungariei. 1829. | Biblioteca Județeană „Octavian Goga”, Cluj        | Cimec    |
|      | Carte de învățături creștinești Autor: Ioan Bob, autor | Datare: 1805 Școală: Tipografia Seminarului Dimensiuni: In 4° (22 x 18 cm) Material: Hârtie | Carte de învățături creștinești despre deșertăciunea lumii și datoriia omului în fieștece stat, din SS. Scripturi culease și întărite, pre scurt, pentru mai lesne înțăleagerea și procopseala, pre limba rumânească așezată de preaosfințitul și prealuminatul domn, Exelențiia Sa Ioann Bobb, vlădicul Făgărașului și a Preaînaltei Chesaro-Crăieștii Mărimi sfeatnic dinlăuntru. Tipărită în Blaj, la Mitropolie, annul de la Hristos 1805, cu chieltuiala și tipariul Seminariului. | Biblioteca Județeană „Octavian Goga”, Cluj        | Cimec    |
|      | Carte de învățături creștinești Autor: Ioan Bob, autor | Datare: 1806 Școală: Tipografia Seminarului Dimensiuni: In 4° (22 x 18 cm) Material: Hârtie | Carte de învățături creștinești despre deșertăciunea lumii și datoriia omului în fieștece stat, din SS. Scripturi culease și întărite, pre scurt, pentru mai lesne înțăleagerea și procopseala, pre limba rumânească așezată de preaosfințitul și prealuminatul domn, Exelențiia Sa Ioann Bobb, vlădicul Făgărașului și a Preaînaltei Chesaro-Crăieștii Mărimi sfeatnic dinlăuntru. Tipărită în Blaj, la Mitropolie, annul de la Hristos 1806, cu chieltuiala și tipariul Seminariului. | Biblioteca Județeană „Octavian Goga”, Cluj        | Cimec    |
|      | Carte de învățături creștinești Autor: Ioan Bob, autor | Datare: 1805 Școală: Tipografia Seminarului Dimensiuni: In 4° (22 x 18 cm) Material: Hârtie | Carte de învățături creștinești despre deșertăciunea lumii și datoriia omului în fieștece stat, din SS. Scripturi culease și întărite, pre scurt, pentru mai lesne înțăleagerea și procopseala, pre limba rumânească așezată de preaosfințitul și prealuminatul domn, Exelențiia Sa Ioann Bobb, vlădicul Făgărașului și a Preaînaltei Chesaro-Crăieștii Mărimi sfeatnic dinlăuntru. Tipărită în Blaj, la Mitropolie, annul de la Hristos 1805, cu chieltuiala și tipariul Seminariului. | Biblioteca Județeană „Octavian Goga”, Cluj        | Cimec    |
|      | Molitvenic | Datare: 1764 Școală: Tipografia Mitropoliei; Iordache Stoicovici, tipograf. Dimensiuni: In 4° (20 x 14 cm) Material: Hârtie | Euhologhion adecă M[o]l[i]tvenic acum într-acestaș chip tipărit, după rânduiala celui grecesc întru întâia domnie, a mării sale prea luminatului, prea înălțatului, Domnului nostru și oblăduitoriu a toată Țara Rumânească Io Ștefan Mihaiu Racoviță Voevod. Cu blagoslovenia și cu toată cheltuiala prea sfințitului mitropolit al Ugrovlahiei Chir Grigorie. În sf[â]nta Mitropolie a Bucureștilor. La anul de la H[risto]s 1764. De Iordache Stoicovici tip[ograf]. | Biblioteca Județeană „Octavian Goga”, Cluj        | Cimec    |
|      | Octoih Autor: Sfântul Ioan Damaschin, autor | Datare: 1825 Școală: Tipografia Seminarului Dimensiuni: In 4° (22,5 x 17 cm) Material: Hârtie | Octoih, împreună cu slujbele sfinților de obște, așezat după rânduiala Besearicii Răsăritului, sub stăpânirea preaînălțatului împărat al Austriei, craiul apostolicesc, marele prinț al Ardealului și cealelalte, Franțisc I. Cu binecuvântarea Exsealeanțiii Sale, prealuminatului și preaosfințitului domn domn Ioann Bobb, vlădicul Făgărașului și a toatei Țări a Ardealului, precum și a Preaînălțatei Chesaro-Crăieștii și Apostoliceștii Măriri consiliariu dinlontru și a preamăritului Order al împăratului Leopold comendator. Tipărit în Blaj, cu tipariul Seminariului, la anul de la mântuirea lumii 1825. | Biblioteca Județeană „Octavian Goga”, Cluj        | Cimec    |